# Tato (piłkarz)
Tato, właśc. Carlos Alberto Araújo Prestes (ur. 17 marca 1961 w Kurytybie) – piłkarz brazylijski, występujący podczas kariery na pozycji napastnika.

## Kariera klubowa
Karierę piłkarską Tato rozpoczął w klubie Coritibie w 1978. Z Coritibą dwukrotnie zdobył mistrzostwo stanu Paraná – Campeonato Paranaense w 1978 i 1979.Przełomem w jego karierze był transfer do Fluminense FC, w którym występował w latach 1982–1988. W lidze brazylijskiej zadebiutował 23 stycznia 1983 w przegranym 1-2 meczu z SC Corinthians Paulista.
Z Fluminense zdobył mistrzostwo Brazylii w 1984 oraz trzykrotnie mistrzostwo stanu Rio de Janeiro – Campeonato Carioca w 1983, 1984 i 1985. Łącznie w barwach tricolor rozegrał 237 spotkań, w których zdobył 17 bramek. W sezonie 1988–89 występował w pierwszoligowym hiszpańskim Elche CF, z którym spadł do Segunda División. Po powrocie do Brazylii Tato został zawodnikiem CR Vasco da Gama. Z Vasco zdobył mistrzostwo Brazylii w 1989.
W 1991 występował w Sporcie Recife. W barwach Sportu 1 maja 1991 w przegranym 1-2 meczu z EC Bahia Tato wystąpił po raz ostatni w lidze brazylijskiej. Ogółem w latach 1983–1991 wystąpił w lidze w 93 meczach, w których strzelił 7 bramek. Karierę Tato zakończył w Coritibie w 1992.

## Kariera reprezentacyjna
W reprezentacji Brazylii Tato zadebiutował 10 czerwca 1984 w przegranym 0-2 towarzyskim meczu z reprezentacją Anglii. Ostatni raz w reprezentacji Tato wystąpił 8 czerwca 1985 w wygranym 3-1 towarzyskim meczu z reprezentacją Chile.
| Mecze i gole w reprezentacji | Mecze i gole w reprezentacji | Mecze i gole w reprezentacji | Mecze i gole w reprezentacji | Mecze i gole w reprezentacji | Mecze i gole w reprezentacji | Mecze i gole w reprezentacji |
| #                            | Data                         | Miasto                       | Przeciwnik                   | Gol                          | Wynik                        | Rozgrywki                    |
| ---------------------------- | ---------------------------- | ---------------------------- | ---------------------------- | ---------------------------- | ---------------------------- | ---------------------------- |
| 1.                           | 10.06.1984                   | Rio de Janeiro               | Anglia                       |                              | 0:2                          | towarzyski                   |
| 2.                           | 21.06.1984                   | Kurytyba                     | Urugwaj                      |                              | 1:0                          | towarzyski                   |
| 3.                           | 08.06.1985                   | Porto Alegre                 | Chile                        |                              | 3:1                          | towarzyski                   |